# Paul van der Sterren

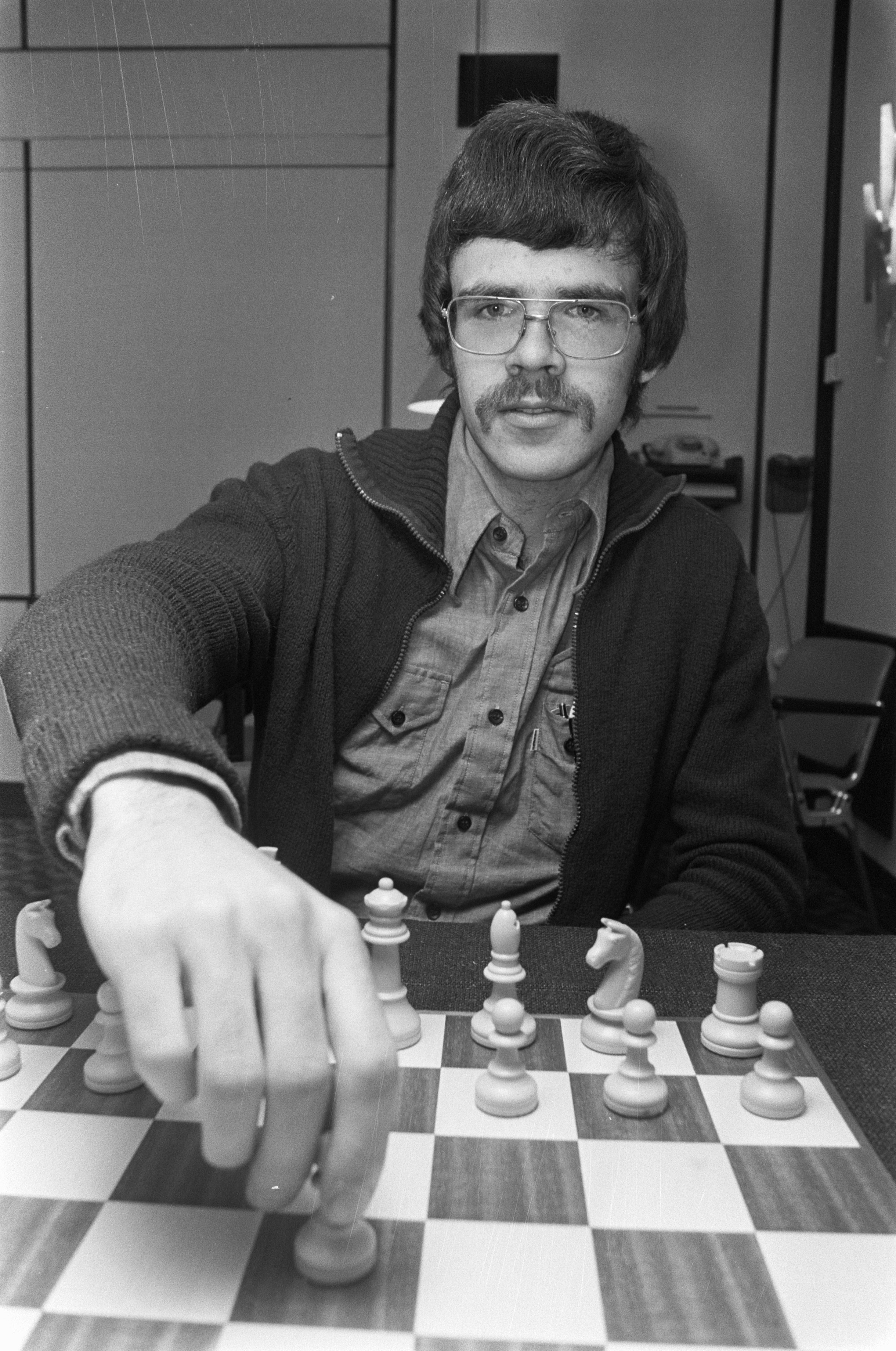
Paul van der Sterren (1977)

Paul van der Sterren (* 17. März 1956 in Venlo) ist ein niederländischer Schach-Großmeister.

## Leben
Seine internationale Karriere begann van der Sterren 1974, als er an der Jugendeuropameisterschaft in Groningen teilnahm. 1979 wurde er Zweiter beim B-Turnier von Wijk aan Zee und im gleichen Jahr Internationaler Meister, 1980 wurde er 1.–2. in London. 1985 wurde er Sieger bei der niederländischen Meisterschaft, 1988 gewann er mit den Niederlanden bei der Schacholympiade in Thessaloniki die Bronzemedaille. 1989, dem Jahr, in dem ihm die FIDE den Großmeistertitel verlieh, siegte er in Ostende und München (zusammen mit seinem Landsmann Jeroen Piket), 1991 wurde er Zweiter in Altensteig (hinter Alexander Csernyin) und gewann 1992 in Nettetal (gemeinsam mit Markus Stangl).
Das Jahr 1993 war das erfolgreichste seiner Karriere: zunächst gelang ihm ein zweiter Titelsieg bei der niederländischen Meisterschaft, dann qualifizierte er sich über das Zonenturnier von Brüssel gemeinsam mit seinem Landsmann Loek van Wely für das Interzonenturnier in Biel, bei dem er völlig unerwartet Zweiter nach Boris Gelfand wurde und sich für das Kandidatenturnier qualifizieren konnte. Im folgenden Jahr schied er allerdings bereits in der ersten Runde der FIDE-Kandidatenwettkämpfe in Wijk aan Zee gegen den US-Amerikaner Gata Kamsky mit 2,5:4,5 aus. Im selben Jahr gewann van der Sterren in Antwerpen vor Viktor Kortschnoi.
In späteren Jahren gelang van der Sterren kein weiterer nennenswerter Erfolg mehr. 1997 nahm er in Groningen an der FIDE-KO-Weltmeisterschaft teil, doch schied er bereits in der 1. Runde gegen Michał Krasenkow aus. Neben mehreren Schachbüchern veröffentlichte er eine Autobiographie unter dem Titel Zwart op Wit, Verslag van een schakersleven (2011).

## Nationalmannschaft
Van der Sterren nahm mit der niederländischen Nationalmannschaft an den Schacholympiaden 1982, 1984, 1988, 1990, 1992, 1994, 1996 und 2000, wobei der größte Erfolg der dritte Platz mit der Mannschaft 1988 war. Außerdem vertrat er die Niederlande bei der Mannschaftsweltmeisterschaft 1989 und der Mannschaftseuropameisterschaft 1983.

## Vereine
In der niederländischen Meesterklasse (bis 1996 Hoofdklasse) spielte van der Sterren bis 2003 für die Hilversums Schaakgenootschap, mit der er 1993 am European Club Cup teilnahm. In der Saison 2010/11 spielte er für Caissa Amsterdam. In der deutschen 1. Bundesliga spielte van der Sterren von 1994 bis 2001 für den SV Castrop-Rauxel.

## Veröffentlichungen (Auswahl)
- Zwart op wit. Verslag van een schakersleven. New in Chess, Alkmaar, 2011, ISBN 978-90-5691-376-2.
- FCO: Fundamental Chess Openings. Gambit Publications, 2009, ISBN 978-1-906454-13-5.
- Your First Chess Lessons. Gambit Publications, 2016, ISBN 978-1-910093-95-5.
- Kings of the Chessboard. Thinkers Publishing, Nevele 2019, ISBN 978-94-92510-53-2.